# 林略
林略（12世纪—1243年），字孔英，温州永嘉（今浙江省温州市）人，南宋大臣。
宋宁宗庆元五年（1199年），考中进士。历任饶州大宁监教授，被征辟为干办四川茶马司公事。崔与之担任四川安抚使，把他看作“台阁之瑞”，因此推荐了他。转任武学博士、国子监丞、太常寺丞。奉祠，担任宗正少卿兼崇政殿说书。转任右司谏，不久转任左司谏兼侍讲，上告皇帝：“虚心作为从谏之本，从谏作为求治之本。”于是被任命为殿中侍御史，升任侍御史，试任右谏议大夫。宋理宗嘉熙三年（1239年），以端明殿学士同签书枢密院事，因为言官弹劾罢职，提举洞霄宫。后来以资政殿学士致仕。淳祐三年（1243年）八月去世，特赠宣奉大夫。

## 延伸阅读
[在维基数据编辑]
 《宋史·卷419》，出自脱脱《宋史》